# Nuotsaari (ö i Södra Savolax, Nyslott, lat 61,67, long 28,50)
Nuotsaari är en ö i Finland. Den ligger i sjön Pihlajavesi och i kommunen Sulkava i den ekonomiska regionen  Nyslotts ekonomiska region  och landskapet Södra Savolax, i den södra delen av landet, 250 km nordost om huvudstaden Helsingfors. Öns area är 0,8 hektar och dess största längd är 160 meter i sydöst-nordvästlig riktning.